# Chilicola xanthognatha
Chilicola xanthognatha är en biart som beskrevs av Michener 2002. Chilicola xanthognatha ingår i släktet Chilicola och familjen korttungebin. Inga underarter finns listade i Catalogue of Life.